# Lupercalia

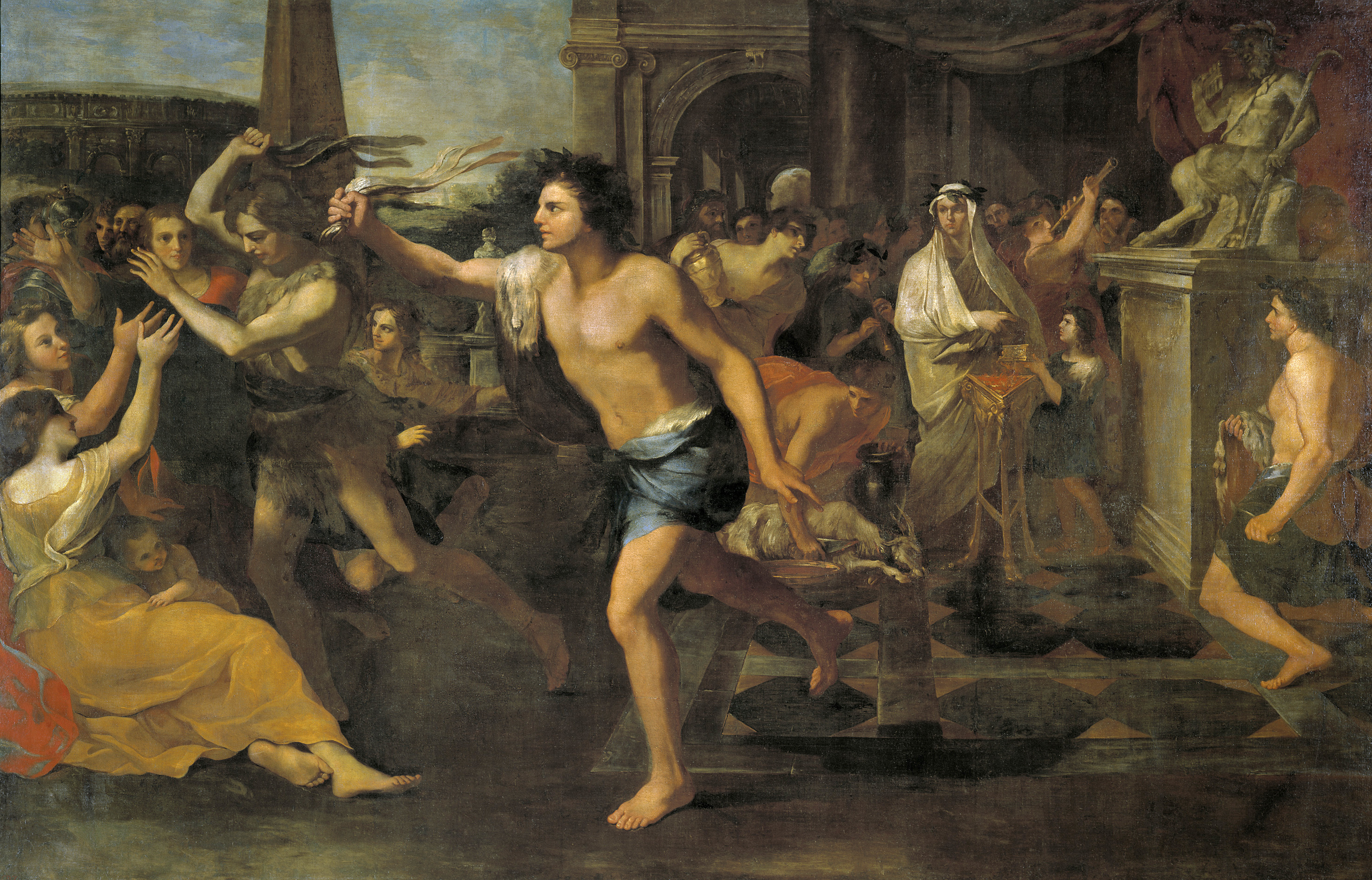
Lupercalia, Andrea Camassei, 1635 (Museo del Prado)

De Lupercalia, was een feest dat de Romeinen elk jaar tussen 13 en 15 februari vierden ter ere van de Romeinse god voor de vruchtbaarheid Lupercus, ook wel geïdentificeerd met Faunus. De naam komt van het Latijnse woord voor wolf, lupus.

## Rituelen
Het was een vruchtbaarheidsfeest dat werd gevierd in de Lupercal, de grot waar Romulus en Remus door de wolvin zouden zijn gevoed. Ook wordt wel gedacht dat het feest oorspronkelijk was bedoeld om wolven af te weren, die in de buurt konden komen.
Het feest begon door het priestercollege van de Luperci, dat geiten en een hond offerde. Volgens Plutarchus werd vervolgens het voorhoofd van twee jongemannen met het bebloede offermes aangeraakt en meteen weer met in melk gedoopte wol afgeveegd, waarna ze volgens het ritueel hard moesten lachen. Daarna werd een maaltijd gehouden. Hierna sneden de priesters de geitenhuiden in stukken. Met een deel bedekten ze hun lichaam. Deze bedekking zou zijn ingevoerd door keizer Augustus om het feest decenter te maken, eerder renden de Lupercali naakt rond. Het andere deel sneden ze tot riemen. Hiermee renden ze halfnaakt door de straten en geselden ze het publiek dat ze tegenkwamen, vooral de vrouwen. Aanraking met de zwepen zou tot vruchtbaarheid leiden en onheil afweren.
Lupercalia wordt gezien als een bloedige, gewelddadige viering, vol van het zoeken van willekeurige partners, dit alles in de hoop om boze geesten en onvruchtbaarheid af te weren. Mannen trokken de naam van een willekeurige vrouw uit een pot, met als doel bij elkaar te blijven gedurende het feest. Dit leidde ook wel tot verliefdheid en een huwelijk. Er is echter geen verband tussen de afschaffing van de Lupercalia en het ontstaan van de Valentijnsdag.

## Geschiedenis en verbod
De Lupercalia waren een van de oudste Romeinse feesten. De vroegste bronnen wijzen op de 6e eeuw voor Christus, maar mogelijk is het feest ouder en stamt het uit de Griekse beschaving als feest voor de god Pan. De Lupercalia zouden al zijn ingevoerd door de mythische vorst Euander. Het was van oorsprong waarschijnlijk een herdersfeest, dat als reinigingsritueel was bedoeld. 
Later werd het feest netter, en in de tweede eeuw lieten Romeinse vrouwen zich "geselen" op een uitgestoken hand. Ook de mannen waren geheel gekleed in de latere stadia van het feest. Het feest werd ook bij de christenen populair en werd nog gevierd in 494 na Chr., toen paus Gelasius I ‘dit laatste openlijk toegestane restant van de heidense godsdienst’ verbood. In het oostelijke Constantinopel werd het feest nog enkele eeuwen gevierd.

## Wetenswaardigheden
- De Lupercalia zouden geassocieerd zijn met de latere Valentijnsdag.
- Ovidius geeft een verklaring voor de naaktheid van de Luperci. Op een dag verraste Faun de geliefden Hercules en Omphale slapend in een grot. Faunus wilde gebruik maken van de slapende jonge vrouw. De geliefden hadden als grap echter hun kleding omgeruild. Faunus zag dit niet in het donker van de grot en benaderde Hercules, die de zachte vrouwenkleding droeg en Faunus hardhandig wegduwde. Om zulke pechgevallen in de toekomst te voorkomen gebood Faunus zijn priesters naakt te feesten.[6]
- In het begin van het toneelstuk Julius Caesar van Shakespeare biedt Marcus Antonius de kroon aan Caesar, tijdens de feestelijkheden van Lupercalia. Precies een maand later, op 15 maart, wordt Caesar vermoord.[7]